# ميودراغ يوفانوفيتش (لاعب كرة قدم)
ميودراغ يوفانوفيتش (17 يناير 1922 ببلغراد في صربيا - 14 ديسمبر 2009) هو مدرب كرة قدم ولاعب كرة قدم (وحمل سابقاً جنسية جمهورية يوغوسلافيا الاشتراكية الاتحادية ويوغوسلافيا) في مركز الدفاع، شارك في كأس العالم 1950 والألعاب الأولمبية الصيفية 1948. وشارك مع منتخب يوغوسلافيا لكرة القدم. أما مع النوادي، فقد لعب مع النجم الأحمر بلغراد ونادي أو إف كيه بيوغراد ونادي بارتيزان ونادي ميتالاك.

## وصلات خارجية
- ميودراغ يوفانوفيتش (لاعب كرة قدم) على موقع قاعدة بيانات كرة القدم.إي يو (الإنجليزية)
- ميودراغ يوفانوفيتش (لاعب كرة قدم) على موقع ناشيونال فوتبول تيمز (الإنجليزية)
- ميودراغ يوفانوفيتش (لاعب كرة قدم) على موقع Soccerway.com (الإنجليزية)
- ميودراغ يوفانوفيتش (لاعب كرة قدم) على موقع عالم كرة القدم.نت (الإنجليزية)
- ميودراغ يوفانوفيتش (لاعب كرة قدم) على موقع اللجنة الأولمبية الدولية (الإنجليزية)
- ميودراغ يوفانوفيتش (لاعب كرة قدم) على موقع أوليمبيديا (الإنجليزية)